# سوپرلیگا آمریکای شمالی
سوپرلیگا یک رقابت رسمی فوتبال در آمریکای شمالی بین تیم‌های لیگ مکزیک و لیگ برتر فوتبال ایالات متحده و کانادا، دسته‌های برتر هر کشور بود. این رقابت توسط کونکاکاف، فدراسیون فوتبال ایالات متحده، فدراسیون فوتبال کانادا و فدراسیون فوتبال مکزیک تایید شد و به عنوان قهرمانی زیرمنطقه‌ای برای بخش آمریکای شمالی کونکاکاف عمل کرد، مانند همتایان خود در آمریکای مرکزی و کارائیب، جام اونکاف اینترکلوب و سی‌اف‌یو. این مسابقات اولین بار در سال ۲۰۰۷ برگزار شد و در مارس ۲۰۱۱ لغو شد.

## فرمت
این فرمت شامل یک مرحله گروهی و به دنبال آن مرحله حذفی بود که همه بازی‌ها در ورزشگاه‌های ام‌ال‌اس برگزار می‌شد. این مسابقات برای اولین بار در سال ۲۰۰۷ فرمت دعوتی داشت، با چهار تیم دعوت شده از ام‌ال‌اس و لیگ برتر مکزیک. برای مسابقات متوالی، ام‌ال‌اس اعلام کرد که "چهار تیم ام‌ال‌اس با بهترین رکوردهای فصل عادی در سال ۲۰۰۷ واجد شرایط سوپرلیگا ۲۰۰۸ خواهند بود". با این حال، پس از مشکلات ازدحام مسابقات در طول فصل ۲۰۰۸، لیگ برتر مکزیک اعلام کرد که با شروع سوپرلیگا ۲۰۰۹، دیگر به تیم‌ها اجازه نمی‌دهد در هر دو لیگ قهرمانان کونکاکاف و سوپرلیگا رقابت کنند، بنابراین معیارهای تیم‌های ام‌ال‌اس به بالاترین سطح تغییر یافت. برای لیگ مکزیک، قهرمانان ۴ تورنمنت نیمه سال گذشته به سوپرلیگا راه یافتند.
این مسابقات پس از نسخه ۲۰۱۰ متوقف شد. کمیسر ام‌ال‌اس، دان گاربر اظهار داشت که "سوپرلیگا یک تورنمنت عالی بود که در زمان خود به هدف خود عمل کرد. کونکاکاف بیشتر و بیشتر به یک تورنمنت قاره‌ای با لیگ قهرمانان کونکاکاف متعهد شد که ما بسیار از آن حمایت می‌کنیم. این ارزشی را که ما در سوپرلیگا در نظر داشتیم برای قرار دادن تیم‌هایمان در برابر بهترین رقابت‌های این منطقه به ارمغان آورده است."
یک رقابت جدید با نام جام لیگ‌ها توسط ام‌ال‌اس و لیگ مکزیک در سال ۲۰۱۹ تأسیس شد.

## پخش بازی‌ها
این مسابقات بصورت زنده توسط شبکه تله‌فوتورا از یونیویزیون در ایالات متحده و توسط تله‌ویسا و تی‌وی ازتکا در مکزیک پخش شد. همچنین می‌توان آن را به زبان انگلیسی در فاکس اسپورتس ورلد کانادا، mlssoccer.com، و SuperLiga2010.com مشاهده کرد که همگی یک فید را به اشتراک می‌گذاشتند. این مسابقات همچنین به صورت زنده از سایت UnivisionFutbol.com پخش شد.

## فینال‌ها
| سال  | فینال            | فینال       | فینال            |
| سال  | قهرمان           | نتیجه       | نایب قهرمان      |
| ---- | ---------------- | ----------- | ---------------- |
| ۲۰۰۷ | پاچوکا           | ۱–۱(۴–۳ پ.) | لس آنجلس گلکسی   |
| ۲۰۰۸ | نیوانگلند رولوشن | ۲–۲(۶–۵ پ.) | هیوستون دینامو   |
| ۲۰۰۹ | اونال            | ۱–۱(۴–۳ پ.) | شیکاگو فایر      |
| ۲۰۱۰ | مورلیا           | ۲–۱         | نیوانگلند رولوشن |

## قهرمانان

### باشگاهی
| تیم              | قهرمانی | نایب قهرمانی | سال قهرمانی | سال نایب قهرمانی |
| ---------------- | ------- | ------------ | ----------- | ---------------- |
| نیوانگلند رولوشن | ۱       | ۱            | ۲۰۰۸        | ۲۰۱۰             |
| پاچوکا           | ۱       | ۰            | ۲۰۰۷        |                  |
| اونال            | ۱       | ۰            | ۲۰۰۹        |                  |
| مورلیا           | ۱       | ۰            | ۲۰۱۰        |                  |
| هیوستون دینامو   | ۰       | ۱            |             | ۲۰۰۸             |
| لس آنجلس گلکسی   | ۰       | ۱            |             | ۲۰۰۷             |
| شیکاگو فایر      | ۰       | ۱            |             | ۲۰۰۹             |

### کشوری
| کشور                | قهرمانی | نایب قهرمانی |
| ------------------- | ------- | ------------ |
| مکزیک               | ۳       | ۰            |
| ایالات متحده آمریکا | ۱       | ۴            |